# Patagioenas inornata
Patagioenas inornata е вид птица от семейство Гълъбови (Columbidae). Видът е почти застрашен от изчезване.

## Разпространение
Видът е разпространен в Доминиканската република, Куба, Пуерто Рико, Хаити и Ямайка.